# Геном
В биологията геном на даден организъм е цялата негова наследствена информация, по-точно хаплоидният хромозомен набор, в който е представена само по 1 хромозома от хомоложната двойка, съответно по 1 копие от гена. Нарича се още основно число.
Наследствената информация се кодира в ДНК (или при някои вируси в РНК) на организма и включва както гените, така и некодиращите последователности от ДНК.
Терминът е въведен през 1920 г. от Ханс Винклер, професор по ботаника в Хамбургския университет в Германия, като съчетание на термините ген и хромозом.